# Adelosgryllus
Adelosgryllus is een geslacht van rechtvleugeligen uit de familie krekels (Gryllidae). De wetenschappelijke naam van dit geslacht is voor het eerst geldig gepubliceerd in 2004 door Mesa & Zefa.

## Soorten
Het geslacht Adelosgryllus omvat de volgende soorten:
- Adelosgryllus phaeocephalus Gorochov, 2011
- Adelosgryllus rubricephalus Mesa & Zefa, 2004
- Adelosgryllus spurius Gorochov, 2011